# FK Partizan Minsk
Futbolnij klub Partizan Minsk (russisk: ФК «Партизан» Минск) var en hviderussisk fodboldklub fra hovedstaden Minsk.

## Titler
- Hviderussisk Pokalturnering (2): 2005 og 2008

## Historiske navne
- 2002 – MTZ-RIPA Minsk (Мінскі трактарны завод - Рэспубліканскі інстытут прафесійнай адукацыі)
- 2010 – Partizan

## Historiske slutplaceringer
| Sæson | Niveau | Liga         | Placering | Kilde |
| ----- | ------ | ------------ | --------- | ----- |
| 2004  | 1.     | Premjer-liha | 14.       | [ 1 ] |
| 2005  | 1.     | Premjer-liha | 3.        | [ 2 ] |
| 2006  | 1.     | Premjer-liha | 4.        | [ 3 ] |
| 2007  | 1.     | Premjer-liha | 5.        | [ 2 ] |
| 2008  | 1.     | Premjer-liha | 3.        | [ 4 ] |
| 2009  | 1.     | Premjer-liha | 11.       | [ 5 ] |
| 2010  | 1.     | Premjer-liha | 12.       | [ 6 ] |